# Markus Ruf

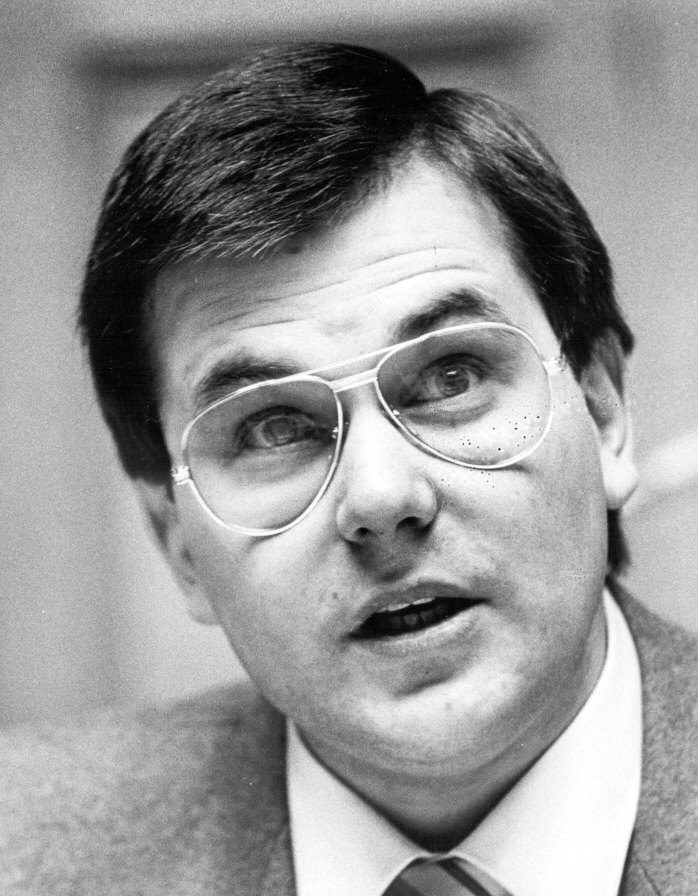
Markus Ruf (1986)

Markus Ruf (* 6. August 1959 in Langenthal; heimatberechtigt in Murgenthal und Wynau) ist ein Schweizer Jurist und ehemaliger Politiker (Nationale Aktion/Schweizer Demokraten, später parteilos).

## Leben
Ruf gehörte 1982 dem Stadtrat (Parlament) von Bern und von 1982 bis 1984 sowie von 1986 bis 1993 dem Grossen Rat des Kantons Bern an. Vom 28. November 1983 bis zum 5. Dezember 1999 war er Mitglied des Nationalrats. Ruf fiel durch eine nationalistische Politik auf. Ende 1998 wurde Ruf von den Schweizer Demokraten des Kantons Bern nicht mehr aufgestellt, worauf er aus der Partei austrat. Er kandidierte auf einer Liste des Landesrings der Unabhängigen, wurde aber nicht mehr wiedergewählt.
1997 erlangte Ruf das Patent als Rechtsanwalt und ist seither in seiner eigenen Kanzlei tätig.